# Tropomyosin

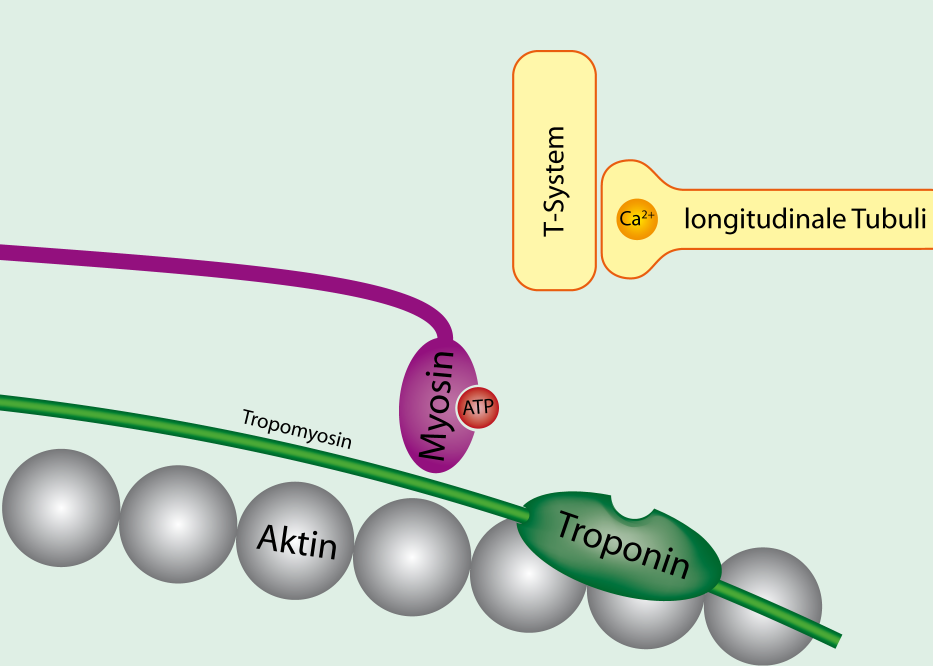
Tropomyosin och troponin bundet till aktin blockerar myosinbindningen

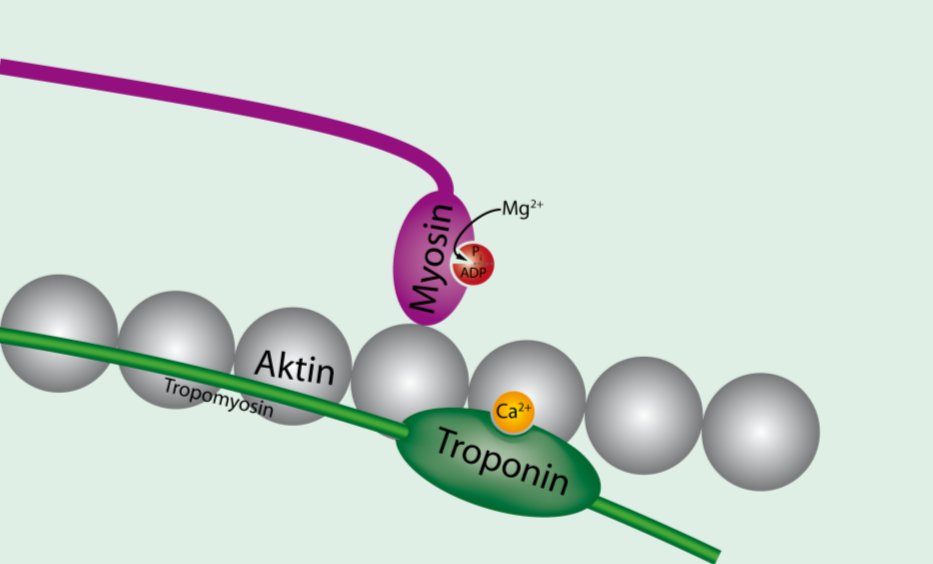
Troponin binder till kalcium, och frigör tropomyosinet från aktinet, så att myosin kan binda till aktin.

Tropomyosin är ett protein som reglerar musklernas kontraktion.

## Funktion
Tropomyosin är ett aktinbindande protein som reglerar aktinets mekanism, och därför är viktigt för muskelkontraktionen. Tropomyosin, tillsammans med troponinkomplexet, binder till aktinet i muskelfibrerna så att myosinets förmåga att binda till det regleras.
I vilande muskler lägger sig tropomyosinet över myosinets bindningsplatser på aktinet, där en enda tropomyosinkedja kan lägga sig över sju aktinenheter. Trypomyosinet är låst i denna position av troponin T (tropomyosinbindande troponin) och troponin I. När kalcium frigörs från sarkoplasmatiska reticulumet binder det till troponin C (kalciumbindande troponin). Detta låser upp tropomyosinet från aktinet, så att det kan flytta bort från bindningspunkterna. Myosinkrokar får nu tillgång till bindningspunkterna. Så fort en krok har bundit frigörs hela tropomyosinet och många myosinkrokar kan binda, vilket gör att muskeln drar ihop sig, kontraherar. När kalciumet pumpas bort från cytoplasman, och dess nivå åter blir normal, binder tropomyosinet igen till aktinet, och myosinbindningarna lossnar så att fibrerna återgår till sin normala position igen.

## Allergen
Tropomyosin är en pan-allergen (en allergen som är mycket spridd i naturen). Vissa tropomyosiner är kända för att ge allergiska reaktioner hos vissa människor. De som är allergiska för trypomyosin kan få symptom från följande källor: räkor, skaldjur och damm, och det är orsaken till allergi mot kräftdjur.

## Uppbyggnad

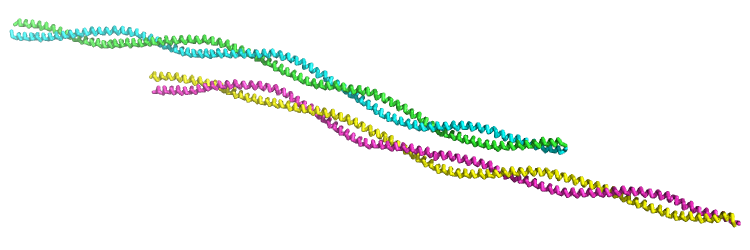
PDB: 1C1G Tropomyosinkedjorna

Tropomyosin består av fyra alfahelix, proteinkedjor som fäster ihop och bildar dess struktur. Dessa proteinkedjor heter hos människor:
- TPM1
- TPM2
- TPM3
- TPM4